# Ossaea mavacana
Ossaea mavacana är en tvåhjärtbladig växtart som beskrevs av John Julius Wurdack. Ossaea mavacana ingår i släktet Ossaea och familjen Melastomataceae. Inga underarter finns listade i Catalogue of Life.